# Grêmio Maringá S/S Ltda
Grêmio Maringá é um clube de futebol da cidade de Maringá no Estado do Paraná. Desde janeiro de 2021, está desfiliado da Federação Paranaense de Futebol (FPF).

## História
Depois do licenciamento do Grêmio de Esportes Maringá, em 1998 desportistas maringaenses tentam refundar o antigo Grêmio Esportivo Maringá (1961-1971), equipe bicampeã estadual em 1963/64. Por motivos judiciais não se pôde utilizar o nome antigo. Assim foi criado o Grêmio Maringá - GEM (Grupo Empresarial Maringá).
Em 1998 disputa a Copa Paraná e perde a final para o Athlético Paranaense. Com o vice, conquista a vaga para disputar a Copa Sul de 1999. Em 1999 disputa a Copa Sul e fica em último lugar com apenas 1 ponto, mas fatura o título da Copa Paraná diante do Londrina EC e garante o direito de disputar a Copa Sul-Minas em 2000.
Ainda em 1999, disputa a 2ª divisão estadual. Não vence nenhum jogo e é rebaixado para 3ª divisão estadual em 2000. No ano 2000, o Grêmio Maringá disputa a Copa Sul-Minas. Faz apenas 2 pontos em seis jogos. É convidado pela Federação Paranaense a disputar a 2ª divisão estadual.
Em 2001 conquista seu segundo título na história ao derrotar a Portuguesa Londrinense no Campeonato Paranaense de Futebol de 2001 da Segunda Divisão por 2 a 1 garantindo o acesso à Primeira Divisão em 2002. Em 2002, sem a presença dos clubes da capital, é vice-campeão diante do Iraty no Estadual. Disputa o Super-campeonato Paranaense e a 3ª divisão do Brasileiro (Série C).
Por conta de dívidas e disputas políticas este clube foi vendido em 2002 para o Empresário Aurélio Almeida. Transformando-o em Clube Empresa a razão social foi alterada em 12/11/2002. Já em 2003, após a venda, o clube disputa as competições do Campeonato Paranaense e do Brasileiro (Série C) como Grêmio Maringá S/C LTDA.
Em 2004 é rebaixado para a segunda divisão no Torneio da Morte e encerra as atividades até 2009.
Em 2010 Aurélio Almeida anuncia o retorno aos gramados. Em seu retorno adota-se o escudo utilizado por Grêmio Esportivo Maringá e Grêmio de Esportes Maringá no passado. Disputou a terceira divisão do Campeonato Paranaense. No ano seguinte ainda na última divisão do estado o Galo não conquista o acesso, mas com a desistência de clubes da segunda divisão, o alvinegro é convidado a disputar a 2ª divisão. Em 2012 fez uma temporada ruim e em 2013 o Galo não se salvou da queda terminando em último lugar com apenas um ponto.
Em 2014 não entra em campo.
Em 2015, na terceira divisão do Campeonato Paranaense, consegue o vexame de ficar em terceiro em um campeonato com apenas três equipes. Após o insucesso nos campeonatos, Aurélio Almeida coloca o clube à venda.
Em 2016 sob o comando do novo presidente David Marcelo Ferreira, o Grêmio garante vaga na Segunda Divisão de 2016 por desistências de outros clubes, surpreende e nas disputas de pênaltis perde a vaga do acesso à Primeira Divisão para o Prudentópolis.
Após imbróglios judiciais, Aurélio Almeida retorna ao comando do Grêmio Maringá, faz péssima campanha em 2017 e é novamente rebaixado à Terceira Divisão.
No ano de 2018, o Grêmio Maringá disputou a Terceira Divisão do Paranaense, se classificou para a semifinal, mas comete WO no jogo de volta (na ida perdeu por 5 a 0 para o Nacional) devido aos jogadores entrarem em greve por falta de salários.
Em 2019, David Marcelo Ferreira reassume o Clube, porém perde o prazo para a inscrição do arbitral da Terceira divisão. O clube encaminha pedido de licença das competições oficiais promovidas pela FPF até o final do ano. A Federação Paranaense de Futebol concede e segundo o Ato da Presidência "Ao retornar no ano de 2020, para disputar uma das três categorias de base (Sub 15, Sub 17 ou Sub 19) o Grêmio Maringá S/S Ltda deverá adimplir todos os valores pendentes, conforme o § 2º, do art. 62, do Estatuto da FPF".
Após várias tentativas de um retorno ao futebol profissional, a Federação Paranaense de Futebol desfiliou o clube, uma vez que a agremiação não disputou nenhuma competição profissional no ano de 2020.
Em 16 de abril de 2021, o Tribunal de Justiça Desportiva do Futebol do Paraná julgou o pedido de desfiliação do clube no plenário do tribunal. Com o resultado, foi homologado a desfiliação da agremiação junto a Federação Paranaense.
Atualmente, desfiliado, está envolvido em brigas judiciais pela posse do nome do clube contra o Grêmio de Esportes Maringá, o que faz com que atualmente haja 2 grupos que se denominam detentores do nome "Grêmio Maringá".

## Derby
Em 2010, pelo Paranaense da Terceira Divisão o Grêmio Maringá empatou em 3 a 3 com o Maringá FC e no segundo jogo é derrotado por 4 a 0 com mando de campo do Maringá FC.
Em 2012, pelo Campeonato Paranaense da Segunda divisão, o Maringá FC é derrotado pelo Grêmio por 1 a 0 e no returno o Grêmio vence por 3 a 1 com mando de campo a seu favor.
Em 2013, pelo Campeonato Paranaense da Segunda Divisão, o Grêmio perde por 4 a 0 do Maringá FC com mando de campo a seu favor.
Em 2017, pelo Campeonato Paranaense da Segunda Divisão, o Grêmio perde para o Maringá FC por 2 a 0 com mando de campo a seu favor.

## Títulos
| ESTADUAIS | ESTADUAIS                                          | ESTADUAIS | ESTADUAIS  |
|           | Competição                                         | Títulos   | Temporadas |
| --------- | -------------------------------------------------- | --------- | ---------- |
|           | Taça FPF                                           | 1         | 1999       |
|           | Campeonato Paranaense de Futebol - Segunda Divisão | 1         | 2001       |

## Estatísticas

### Participações
|  | Participações em 2018 |

| Competição | Competição                | Temporadas | Melhor campanha           | Estreia | Última | P | R |
| Paraná     | Paranaense (Série Ouro)   | 3          | Vice-campeão (2002)       | 2002    | 2004   |   | 1 |
| Paraná     | Paranaense (Série Prata)  | 7          | Campeão (2001)            | 1999    | 2017   | 1 | 2 |
| Paraná     | Paranaense (Série Bronze) | 4          | 3º colocado (2015 e 2018) | 2010    | 2018   | 2 |   |
| Brasil     | Série C                   | 2          | 47º colocado (2002)       | 2002    | 2003   | – | – |

### Últimas temporadas
Legenda: 
| Campeão Vice-campeão | Rebaixado à divisão inferior. Promovido à divisão superior. |